# عبد الله الشيخ (صحفي)
عبد الله الشيخ محمد، ولد في (23 مارس 1962م) بجزيرة (تنقسي/حمور) الواقعة جنوبي مدينة دنقلا العجوز، بالولاية الشمالية، عمل بالعديد من الصحف منذ فترة (الديمقراطية الثالثة) في حقبة الثمانينيات، يُعرف عنه اسلوبه الساخر ذو الطابع السردي المستلهم من أنماط (الحكي الشعبي السوداني)، وقد تميز بأسلوب سردي خاص في زاويته اليومية المتنقلة بين صحف سودانية عديدة، تحت وسم (خط الاستواء). 
لعب دورًا قياديًا بارزًا في صفوف الحركة الطلابية التي فجرت انتفاضة مارس – أبريل عام 1985م وأسقطت نظام الرئيس السوداني الراحل جعفر نميري، حيث كان من ضمن السكرتارية التنفيذية لما يعرف تاريخيًا بـ (اتحاد الانتفاضة)، وهو الاتحاد الطلابي لجامعة أمدرمان الإسلامية في تلك الفترة.
كتب عبد الله الشيخ، مؤلفًا بعنوان: (التصوف بين الدروشة والتثوير)، انهمك في اعداده خلال عهد (التمكين الإخواني) في بداية التسعينيات، عندما حرمته السلطة من حق العمل في الصحافة فاضطر إلى مغادرة الخرطوم، والعمل مدرساً بالمرحلة الثانوية.
قدم عبد الله الشيخ في كتابه المثير للجدل، قراءة تحليلية واستشرافية ممنهجة لمسار تاريخ السودان السياسي والاجتماعي، وأثار كتابه ضجة كبيرة لدحضه ومهاجمته تجربة الإسلام السياسي في مسألة تطبيق الشريعة الإسلامية، وتحميله للنظام الحاكم في الخرطوم المسؤولية التاريخية عن انفصال الجنوب والتفريط في الوحدة الوطنية، ما أدى إلى رفض إجازة الكتاب من قبل (المصنفات الأدبية بالسودان).وبعد صدور الكتاب في طبعته الأولى، عن دار (ضفاف للطباعة والنشر) ببغداد، قام جهاز الأمن بمنع ندوة كان من المفترض أن تناقش موضوع الكتاب بالعاصمة السودانية، كما شنت بعض الأقلام الاخوانية هجوماً عنيفاً على الكتاب واعتبرته تحريضاً ضد (الدين)، وأن صدور الكتاب جاء بالتزامن مع هجمة غربية على النظام (الإسلامي).. كما منعت السلطات المصرية دخول كتاب التصوف بين الدروشة والتثوير، وتم حجز خمسين نسخة من الكتاب في مطار القاهرة في مارس 2013 .
وردًا على اجراءات المنع والحجز والتشويه التي اتخذت ضد الكتاب من قبل الحكومتين السودانية والمصرية، قال عبد الله الشيخ في تصريح لموقع الجزيرة نت: (إن الكتاب يبشر بتصحيح المسار السياسي والفكري في السودان بإشاعة مبادئ التصوف العلمي كحلقة ثالثة بعد الدروشة في عهد الفونج، والتثوير المهدوي).

## المراحل التعليمية
تلقي تعليمه الاساسي بسنار والجامعي بأم درمان الإسلامية ونال درجة البكالوريوس 1987ز في العام 1994 نال دبلوم عالي في الإعلام من جامعة الخرطوم. شارك في العديد من الدورات وورش العمل أبرزها: دورة (التحرير الصحفى) بمركز الأهرام للدرسات الاستراتيجية، يوليو 2008م. وورشة (كيف نصنع السلام) التي نظمها (مركز السلام المستدام) في دِنفر، ولاية كلورادو، 2010م.

## مناصب تقلدها
عمل مديرًا لتحرير صحيفة (صوت الامة)، ومديرًا لتحرير صحيفة (الأخبار)، ورئيسًا لتحرير صحيفة (أجراس الحرية)، وقبلها مديرا للتحرير. كتبت العديد من التقاير الاخباريةالجزيرة وعمل في وظيفة المنسق الإعلامي للتحالف العربي من اجل دارفور، سعمل حاليا الحالي بصحيفة (التغيير) الالكترونية.

## مقتطفات من كتاب (التصوف بين الدروشة والتثوير)

### أ-التصوف ثمرة التلاقح الثقافي والعرقي
القاعدة الاجتماعية والفكرية للتصوف في السودان هي تمازج الثقافة والدم العربي في العناصر السكانية الزنجية.. على هذا النسيج التاريخي استقوى التنظيم القبلي بدء، حتى ورثته الطرق الصوفية.. ثم استحال إلى ممالك وسلطنات، ليتوسع الكيان في (دولة) في القرن التاسع عشر.
كانت الممالك الإسلامية هي وريث الممالك المسيحية.. التي انقطع رأسها بعد دخول العرب إلى مصر.. الممالك، كانت محصلة تجارب القبائل العربية في التحشد الوحدوي من اجل بناء كيانات سياسية أكثر قوة.. فقد انتقلت تجربة إمارة أرض المعدن، التي نشأت في القرن العاشر في شرق السودان، إلى أواسط السودان.. بتجمع العرب تحت راية (جهينة).. وقد أطلق على تحالف العرب في الوسط اسم (العبدلاب)، لكن تحالف العرب وحدهم لم يكن كافياً لذا كان التحالف بين العبدلاب و (الفونج)(27).
وبهذا التحالف تأكد تجاوز الوضع التاريخي لأطر الوعاء القبلي وكانت خطوة حاسمة للإطلال على عصر الكيانات الكبيرة التي تتوج بكيان واحد هو الدولة.

### ب ـ تطور الفكر الصوفي
تبع تجارب بناء الكيانات السياسية على أسس دينية تقفز على القبيلة تطور فكري مواز نوجزه في ثلاث محطات رئيسة، كان القاسم المشترك فيها هو التصوف، وكانت حيثية الشريعة هي عقدة الصراع.
أولاً: نقد المذهبية الفقهية:

كان الشيخ الهميم أبرز ممثلي أهل الباطن، وقد فشل أهل الظاهر في تطبيق نصوص الشريعة على حالته، إذ أنه من وجهة النظر الفقهية «خالف كتاب الله وسنة رسوله»(28) وبدلاً عن حده، فقد أوقع الولي – الهميم – حالة «العطب» على القاضي بالدعوة عليه حتى «انفسخ جلده»، ولقد اتهم الهميم حينها الفقهاء بمحدودية الرؤية وقصر النظر.
وردد هذه الأبيات:-
"فان كنت يا قاضى قرأت مذاهبا***فلم تدر يا قاضى رموز مذاهبنا
فمذهبكم نصلح به بعض ديننا *** ومذهبنا يعجم عليكم إذا قلنا
قطعنا البحار الذاخرات وراءنا *** فلم يدر الفقهاء اين توجهنا"...
معنى ذلك، أن الفقه عند الصوفية هو بعض دين، لذا، فالتمسك الجامد بالنص الفقهي كان حالة يضيق منها حتى العوام.. وتستفز النسوة في مد السنتهن بتعيير الفقهاء.. قالت ابنة الشيخ دفع الله أبو ادريس: «يا يابا ناس ولد عبد الصادق ملكوا الفنج والعرب....أنت ومحمد اخوي بلا قال المصنف قال المصنف ما سمعنالكم شِي»(29)!
ولسوف نتبين من بعد أن الصراع بين الفقه والتصوف لم يكن مذهبياً فقط، بل كان سياسياً أيضاً، وقد حاصر الصوفية رؤية الفقهاء نظرياً وعملياً، فلم يعد من سبيل إلى فرض النص على الواقع، مع أن الناس وحكامهم كانوا يسترشدون بنصوص من الشريعة في تنظيم الحياة الاجتماعية.
برع الصوفية في نقد الفقه والفقهاء، وفضح رؤيتهم النقلية في التعامل مع المشكل الاجتماعي، لكن الفقهاء أو«رجال الدين عموماً»، كانوا في حالات قربهم من السلطان يثأرون بكيد الصوفية حتى القتل، عن طريق ادانة تأويلات الصوفية للنص، وتكفيرهم، بانتقاء الألفاظ الصادحة في لغتهم الرمزية، «على اساس انها ليس لها في القرآن نسب سوى التأويل المتعسف المفتعل»(30)
ثانياً تجديد الفقه:

وكان رائده، في القرن التاسع عشر، الإمام المهدي، الذي سار على نهج أسلافه الصوفية في نقد العقل الفقهي.. واتخذ المهدي خطوة جريئة بإيقاف العمل بالمذاهب الفقهية الأربعة واتهمها بأنها «المسؤولة عن إقامة السد في وجه منابع العرفان»(31).. وانقلب المهدي على التطرق وفرض رؤيته للشريعة بتحكيم المنشور، والمنشور المهدوي «قانون ذو طبيعة خاصة أشبه باللائحة»(32).
وإذا كان الصوفية الأوائل قد فضحوا قصور مذهب الفقه، فان الامام المهدي قد ازاح المذاهب واتهمها بالقصور عن تلبية حاجيات عصره، ولو كانت نصوص المذاهب، وهي ما ينادي به الفقهاء الآن، إذا كانت تلك النصوص هي طريق الخلاص فما الذي يجعل الامام المهدي يلغي مراجعها الأصيلة؟.. في الواقع إن الامام المهدي كان أكثر تقدمية من الأخوان المسلمين، الذين تنحصر مواقفهم بين نقد وتأييد آراء الدكتور حسن الترابي بميزان البعد أو القرب من نصوص المذاهب الموروثة،
والمعلوم أن مؤلفات الدكتور حسن الترابي في عناوينها «تجديد أصول الفقه، تجديد الدين»، وفي جوهرها المشايع للاسشتراق، على ثوريتها، تنتكس في بيعة النميري إماماً للشريعة على هدي المذاهب الأربعة، وحيث لا تجد سبيلاً لنشرها في الناس الا بسلطة انقلابية قاهرة!. والتشابه بين المهدية والإنقاذ في الوجه الثوري، وفي تعمد إلغاء الآخر، وفي محاولة استغلال الصوفية، والاستفادة من الزخم الصوفي باستثارته واستغفاله.
ثالثاً: تطوير التشريع:

قدم محمود محمد طه لهذه الفكرة قائلاً: «الإسلام برسالته الأولى لا يصلح لإنسانية القرن العشرين»، ورأى أن حل التناقض القائم بين الواقع التاريخي والنص المقدس، يكمن في الانتقال من نص إلى آخر داخل القرآن، وذلك بتحكيم آيات الاصول بدلاً عن آيات الفروع، أي تطبيق الآيات التي نسخت بعد الهجرة، وأرجئت حتى يحين وقتها.. وأن موعدها الآن قد أزف.. وعليها يجب أن يقوم التشريع الجديد.. «الانتقال من نص خدم غرضه حتى استنفده إلى نص كان مدخراً يومئذ إلى ان يحين حينه.. فالتطوير إذن، ليس قفزاً عبر الفضاء ولا هو بالرأي الفج، وإنما هو انتقال من نص إلى نص»(33)
إن التثوير أكثر جرأة علي الواقع من التطوير، والذي يؤيد ايقاف العمل بالمذاهب، كيف يحارب فكرة استبدال النصوص المدنية بالمكية ؟! ..وبين الإيقاف والاستبدال نسب تاريخي، إذ هما نتاج الرحم الصوفي السوداني. ويبدو هذا النسب جلياً واضحاً في جوهر مؤتمر حزب الأمة السادس، فقد تطور كيان الأنصار من الثورية على يد السيد عبد الرحمن، ومن الابوية، إلى المؤسسية - المجتمع المدني – في عهد الامام الصادق المهدي، وقد بان تبدل الخطاب الأنصاري، خاصة في حالات الصراع «الفكري» بين الأنصار والاخوان بعد انقلاب الإنقاذ..في تلك المرحلة كان كيان الأنصار على مقربة من أطروحات الجمهوريين.! 
تميزت التجربة الصوفية السودانية بتطورها في مخاض طويل، لتصل بالناس إلى حل من القرآن الكريم يضع حداً لتخلف المسلمين أولاً.. ويوقف التطرف الذي يحيق بالعالم جراء التعانف العقدي والعرقي والسياسي، وفي محك التعامل مع النص، قدمت التجربة السودانية في كل حقبة فهماً متطوراً.. مثلاً، قوله تعإلى: «يأيها الذين آمنوا قاتلوا الذين يلونكم من الكفار وليجدوا فيكم غلظة واعلموا أن الله مع المتقين»(34)، هذه الآية، فهمت في عهد الفونج بأنها مقاتلة غير المسلمين من الأحباش والشلك.. وفسرها الامام المهدي، بأنها تحريض للربوع السودانية ضد الاتراك، أما تأويل هذه الآية عند الأستاذ محمود محمد طه، ففي معنى مجاهدة الحواس لتتخلق بأخلاق الله.
عليه، فقد تطور الفكر الصوفي في السودان من نقد النص.. إلى محاولة تجديد فهمه.. إلى تطويره،
أي من نقد الشريعة التي ورثت عن الفقهاء، إلى ايقاف العمل بها، إلى النداء بتحكيم المنسوخ وهي آيات الاسماح.

### ج-الشريعة لم تُطبق في السودان
نمت الدولة في السودان بماء التصوف القدسي على أشلاء التنظيم القبلي، الآخذ في التصدع تحت إيقاع الهجرة العربية الوافدة.. كان الانتساب للثقافة العربية الإسلامية فاتحة لادعاء أن الشريعة قد طبقت كاملة في سلطنة سنار، ومن بعدها في دولة المهدية، وفي عهد الإنقاذ!! والحقيقة ان الشريعة كما دونها الفقهاء، لم تجد حظاً من التطبيق في أية مرحلة من مراحل التاريخ، لا سيما وان الانظمة الوطنية ليست وحدها في ادعاء القداسة باسم الشريعة.. فحتى الاتراك، وحتى كتشنر، كانا على دعوى تمثيل الخلافة العثمانية!.
إن جوهر الأمر هو امتطاء القداسة لكسب الشرعية السياسية، واتخاذها مسوغاً لقمع الآخر ومدعاة لتميز القادة واشياعهم، في تخليط متجاوز بين العقدي والإثني.
ان ديناميكية الحراك الاجتماعي في السودان، ظل لقرون طويلة يتخذ من القداسة والعنف أداتين في ميدان السياسة، فالتركية غزو تسربل بالقداسة لقطع مسيرة التطور الداخلي - الصوفي - ودفع بمجتمع السودان قسراً إلى مناخات الرأسمالية دون اكتمال شروط الانتقال، والمهدية كانت قسراً صبّ الولاءات الاجتماعية والروحية في قالب واحد، إذ طلبت الغد بتبني الماضي، محتمية بالقداسة دون برمجة لذلك التمثل.
وكذلك الإنقاذ، عنفت بالناس تحت شعار «الإسلام هو الحل»، دون أن تطبق ذلك الشعار، في تنصل تام عن المثال (35)!.
إن العنف والقداسة، سمتان متلازمتان لأنظمة الحكم في السودان طيلة خمسة قرون!.. أي منذ القرن السادس عشر وحتى الألفية الثالثة.. خلال هذه السنوات الطويلة ترفع الدولة شعارات تبني الشريعة ولا تطبقها!.

### د.مراحل التطور الاجتماعي
كل مرحلة من مراحل التطور، تمثل أرضية للانطلاق نحو مرحلة جديدة وفكرة جديدة، وإسهامات أهل الفكر تبدو كالمداميك في عمارة التراث الإنساني وتعلو قمة الهرم كلما كانت قاعدته أضخم واعرض، لقد ارتبط تطور المجتمع البشري بتطور أنماط الإنتاج المادي من عصر المشاعية البدائية إلى عصر العلاقات العبودية، إلى عصر الإقطاع.. فالرأسمالية، فالاشتراكية، إلى عصر الشيوعية العالمية.. هذه هي مراحل التطور الاجتماعي في الماركسية، وهي فكر له اثره الكبير على إسهامات مفكري الغرب الرأسمالي، حيث تقرأ تحقيقاً موازياً للتحقيب الماركسي على نحو أن الشعوب تتطور من مرحلة التوحش إلى البدائية، فتكون شعوباً متخلفة، ثم نامية ثم متحضرة. 
هذا التوازي بين الماركسية والرأسمالية هو نتاج قسمتهما المشتركة من المركزية الأوربية. إن نظرية المراحل بشقيها هنا، على اختلاف الرؤى والتفاسير بشأنها، تتيح تحليل الماضي وتحسس القوى الاجتماعية الفاعلة فيه، بالرغم من إغفالها لأثر الروحانية والميتافيزيقيا على الإرادة البشرية كأحد محفزات الإبداع.
ونرى أن مراحل التطور الاجتماعي في السودان منذ القرن السادس عشر وحتى الألفية الثالثة قد تتابعت على النحو التالي:
أولاً: مرحلة نشوء الدولة:

حوصرت القبيلة، وهي الوحدة الاجتماعية الرئيسة قبل السلطنة، وذلك بفعل التمازج العرقي والثقافي بين العرب والأجناس المحلية. وضاقت مواعين القبيلة عن استيعاب حاجة النسيج الاجتماعي والثقافي الجديد، فكانت الطريقة الصوفية هي الوريث..
بدأ استلاب الطريقة للقبيلة عبر تهافت الكيانات القبلية في ادعاء النسب القادري، وكان الفخر بالدين هو جرثومة فناء الاعتداد العرقي، وغدت الطريقة هي الوعاء الاجتماعي التاريخي المتسع، لتنمو عليه السلطنة، والتي نسميها مجازاً بـ «الدولة» بحكم مآل التطور فيها، إذ إن الدولة يتتابع تطورها التدريجي «على حساب التنظيم القبلي وتفكك أوصاله»(36).
كانت النزعة إلى التوحد، وتمثل النسبة العربية الإسلامية هي أهم ما اجمع عليه الرأي العام.. فقامت الدولة بذلك، على أس اثني عقدي.
ثانياً: مرحلة الارتباط بالسوق:

تعمل قوانين المادية التاريخية بشكل مختلف في مجتمعات ما قبل الرأسمالية، "لان حقل الصعيد الاقتصادي فيها شفّاف؛ ولأن روابط القاعدة ليست متماثلة.. فالنظرية التي هي دائماً غير قابلة للفصل عن التاريخ لا تملك نفس المحتوى، وبالطبع أيضا فان نمط عمل قوانين موضوعية محتملة في مجتمع بدون طبقات متبلورة يشكل مسألة مختلفة لم يجر التصدي لها)(37)..هذا التوصيف النظري، هو الأقرب إلى الحالة السودانية حين تكبلت خطى الرواد - الصوفية - بأغلال القبيلة والانغلاق نسبياً عن ثقافات الشعوب الأخرى، كانوا يطلبون المستقبل بالتقوقع في تعاليم الأشياخ، ورؤية الحاضر باستحضار أرواح الماضي.. فوقع الفراغ الذي ملأه الأتراك.
ومجيء الأتراك إلى السودان كان إعلاناً يربط السودان بمناخ الرأسمالية العالمية، واتساعه كوطن يبتلع القبائل.. ويكون عضواً في نادي السوق كمصدر بكر للثروات (المال والرجال)، لم يكن ينقص الرأسمالية المصرية في استغلال موارد السودان سوى ايجاد سلطة قوية فيه.. لكن العلاقة بين أهل البلاد وتلك السلطة انحدرت بسرعة نحو التوتر، وتراكم التناقض بين الدولة والمجتمع حتى استحال إلى ثورة.. «وفي الثورة قدر من التفريط والإفراط يتداعى بأمور الناس إلى الفوضى»(38).
جاءت المهدية ثورة متطرفة، تتعمد عزل السودان عن فجر الرأسمالية وتسوق لرؤى سلفية بأبواق ثورية.. وتطلب التقدم إلى الأمام بالنكوص إلى الوراء بإرجاع المارد إلى القمقم!!.
ثالثاً: بروز المجتمع المدني: 

وارتبط السودان مباشرة بمشروع الحداثة الأوربي منذ بداية القرن العشرين.. حيث كان الولوج الحتمي إلى عصر الرأسمالية مع مجيء كتشنر.. من الخطأ إطلاق نعت الاشتراكية على المرحلة التالية لكون الاشتراكية لقباً فضفاضاً، ومرحلة توصف بالفوضى والعشوائية، وبرنامجها كبسولة مؤقتة لمرحلة «الثورة الوطنية الديمقراطية».. ولكونها مرحلة هلامية، وخرافية الزمن.. ونقرأ في أدبيات الحزب الشيوعي، أن فجر الاشتراكية لم يطل بعد وان على الحزب أن يقصر جهوده في جعل الناس تحس بفائدة الحزب في حياتهم اليومية.. «فيدركون أن الحزب الشيوعي يستطيع أن يقدم الكثير حتى قبل قيام النظام الاشتراكي»(39). والنظام الاشتراكي إلى ذلك، أمنية، تجرعت عاهة التنطع الفقهي في الاعتداد بالنص، ثم تضامرت بداء «السرية». 
واضطر روادها إلى التعبير عن الأمنية تحت ضغط الواقع، بمسمى «العدالة الاجتماعية».. تجاوزاً للألقاب والألفاظ التي تدل على الانتماء الايديولوجي أكثر من كونها تعبر عن حقائق موضوعية تاريخية.
يمكن تمييز هذه المرحلة بوصف بروز مؤسسات المجتمع المدني، وهي مؤسسات تنامي الوعي بها من حلقات التطرق الصوفي الوافد بما هو متاح من ثقافة الآخرين.. إن ما يميز المجتمع المدني السوداني هو نشأته الصوفية، تباين ملامح تلك النشأة في تماسكها على قاعدة «أخوة الطريق»..؛ بمعني أن الطرق في جذورها القبلية العرقية، وفي عقيدتها - القادرية - كانت أشبه بمؤسسات الضمان الاجتماعي في «العصر الحديث».
وعلى مفاهيم التصوف رفعت راية العدالة الاجتماعية، ومباديء الحقوق والواجبات، وقيمة السلام مع الآخر ومع النفس والإله، ومن الكيان الصوفي خرجت الأحزاب، وبها تحقق الاستقلال.. لكن ترويج بعض تلك الأحزاب لرؤى عتيقة كهيئة عملة أهل الكهف التي يعافها التطور كان مأزقا، ً.. مأزقاً لا ينفي كون التصوف هوالقاعدة الفكرية للإصلاح الاجتماعي.

### هـ. إشكالية الهوية
لا نعني بكلمة السودان انتماءً عرقياً؛ لأن هذا النوع من الانتماء قد أصبح خارج التاريخ، لكن السودان حالة اجتماعية ثقافية لها خصوصيتها.. لقد عاش شعب السودان تجربة تاريخية في حيز جغرافي بين برزخي ثقافتين، الأفريقية الشفاهية، والعربية المدونة.. فتميزت الثقافة السودانية بخصائص تنسب إلى الأشكال الحضارية الناتجة عن تلاقح وتريه العربي والزنجي. والسودان إلى ذلك جزء من منطقة ثقافية تمتد من برنو حتى الهند.
إن هوية السودان هي خلاصة النسيج العرقي والثقافي، هي خلاصة الأفرقة والاستعراب. لذلك فإن تصنيف السودان كقطر عربي أو أفريقي تصنيف غير دقيق لاستحالة الفصل بين الوترين في الذات السودانية.. «إن قلت إن السودانى ينتمي إلى العرب فأنت صادق، وان قلت انه ينتمي إلى الأفارقة فأنت صادق، وان قلت انه سوداني فأنت أكثر صدقاً»(40),.. ما هي الهوية إذن؟ إنها باختصار الانتماء إلى ثقافة أهل السودان، والتجنس وفق الشروط القانونية.

### الخصوصية السودانوية
الخصوصية هي الحلقة المفقودة في السياسة السودانية، حيث لا يمكن القفز إلى رباط إقليمي أو عالمي دون تثبيت أركان القومية السودانية أولاً.. ويعتبر كتاب «الطبقات» أقدم مرجع للحياة الاجتماعية السودانية، تتمظهر فيه الهيكلة الصوفية للشخصية السودانية، وهو المصدر الوحيد الذي يهتم بانتشار الثقافة العربية الإسلامية في السودان، والمرآة لحياة السودانيين الروحية والاجتماعية.
إن أرباب الفكر السلفي والماديين سواء في النظر إلى نصوص كتاب الطبقات، ولم يتفقوا على شيء اتفاقهم على إدانة هذا المرجع التاريخي!، ووصفه بأنه سفر دجل وشعوذة وخرافة، ولا غرابة في هذا الموقف المشترك؛ لأن الذي يجمع بين الوهابية والماركسية كثير (41)..
مهما يكن، فإننا نكتشف الأبعاد المادية لأنماط النشاط الروحي عند تفكيك النصوص، وسبر غور «الأحوال» التي تبدو للوهلة الأولى غير منطقية أو عقلية.. من الأمثلة على ذلك قصص «الطيران في الهواء»، فهي تصوير للتطلع نحو الفكاك من أسر الزمان والمكان..وقد سطر ود ضيف الله الكثير عن حالات خرق العادة، كوجود الولي الصوفي في أكثر من موقع جغرافي في اللحظة الواحدة، كما هي حال الشيخ (القدال)، وقد سمي بهذا الاسم لأن أحد الصالحين قال «رأيته وهو يقدل في المدينة»(42).
مثل هذه الكرامة تنسج على منوال الخوارق الشائعة في عالم التصوف الإسلامي، تجد لها شبها في حالة الشيخ إبراهيم الدسوقي، فيقال انه صلي بالناس جمعة واحدة في خمسين قرية. على هذا، يمكن فهم وجود الشيخ عبد الرحمن بن جابر بمجلس الدرس في كل «مسايده» في الضحي دون إنكار لحالة خرق العادة.. يمكن فهم ذلك على انه الحضور لقائد الرأي بفكره، ومنطقه، وسيرته التي تضوع بالتفرد على ألسنة الحيران.. فمن لا يصدق الحضور جسداً، لا يمكنه إنكار الحضور الفكري والروحي.
وتجد في الطبقات قصصاً مثل قصة «جامع العرايا» في صحراء دنقلا العجوز، حيث يتوافد اقوام عراة للصلاة في مسجد بفلاة لا حياة فيها... ففى جوهر القصة تقديس للصحراء توارثته الأجيال عن عبدة «ابادماك» إله الحرب والصحراء.. وفيها أشارات على تأثر الخيال الشعبي الذي «تشافه» الفكرة من الأسلاف، وصاغها في قالب الثقافة العربية الإسلامية الجديدة المتسامحة مع الموروث، والمبرأة من تنطع الفقهاء الذين لا يقبلون فكرة أن يصلي المرء عارياً؛ أو ان الصلاة هي حالة تعري داخلي لاكتشاف الذات، كما أن قصة جامع العرايا تنص ببلاغة واضحة إلى أن الفلوات هي أصلح الأماكن للعبادة والاختلاء.. و«كل الصيد في جوف الفرا» على حد قول ابن عربي.
أما خوارق إحياء الموتى على يد الشيخ حسن ود حسونة ففيها أصداء نصوص الإنجيل، وتحويل جريد النخل إلى فضة، والتحكم في المخلوقات في جوف النيل، وغيرها من الخوارق فهى تدل على التفكير الرغبوي، ذي السند إلى أشكال التدين المتوارثة في طقوس السحر وكتب الحكمة القديمة. 
الخصوصية السودانية هنا، في أن تلك الأشكال الثقافية قد صيغت في البيئة، وتعتقت بها حتى بدا ردها إلى أصولها نوعا من الطمس لها.. هذه الخصوصية هي جذر المواطنة، القائمة على قبول الآخر.. وتلك هي الحلقة المفقودة في السلوك السياسي.
- السلطان على هامش الولي: 

تأثر ود ضيف الله بثقافة عصره، فدون مؤلفه على غرار الكتابة في عصر التدوين الإسلامي، وقد أشار إلى اقتدائه «بجماعة من المحدثين والفقهاء الذين ألفوا في التاريخ»(43).
واسم الكتاب جاء على غرار «طبقات ابن سلام»، «طبقات الشعراء لابن المعتز»، «طبقات الحكماء، الشيعة، الشافعية...الخ».. وهو تصنيف لا يقوم على أساس اجتماعي كما هو الأمر في المصطلح المعاصر.. لأن الطبقة عند ود ضيف الله تعني جيلاً من الأولياء أو العلماء أو الشعراء..
ويحمد لود ضيف الله، أنه دون سيرة السلاطين في ثنايا تراجمه للأولياء والحيران والعوام.. مخالفا بذلك عادة المؤرخين في جعل سيرة الحكام محوراً للسرد الاجتماعي.. وهذا الموقف يؤكد رفعة المكانة الاجتماعية لأرباب التصوف حينها.
لكن ود ضيف الله، مثله مثل مؤلفي الطبقات الآخرين، يغلف الحالة التاريخية في صيغ لفظية..فقد يسمي الصراع "فتنة"، والمجاعة "قضاءً وقدراً"، والحرب "تسرية وإزالة غبن.. ؛ ولربما، تكون الفتنة ثورة في الحقيقة.. والحرب عدوانا، ولربما، في ظرفه التاريخي ذاك قد عمد إلى إضعاف مضامين الحالة التاريخية؛ لأنه لم يؤمن بها، أو حذر من غضب حاكم في فضحها.. وهكذا.وينظر ود ضيف الله إلى عصره من زاوية محددة هي محيطه الاجتماعي في مشيخة العبدلاب، وعاصمتهم الحلفايا واربجي، وهو مفتون بانتمائه النفسي والعقدى والعرقي لعصر العبدلاب الزاهر، الذي يمثله الشيخ عجيب المانجلك. والبداهة تفترض أن كتاباً بهذا الحجم لا يمكن ان يحوي ذكر كل أولياء، وعلماء، وشعراء، وأعيان السودان، ولو توافرت لكاتبه كل الإمكانات، والقدرة على التطواف وتدوين سير الأعلام في كل البقاع..
ومع أهمية هذا السفر التاريخية، فهو ليس مرجعاً مسلماً به كخبر يقين.. لا سيما أن ود ضيف الله الذي ناهز الثمانين عاما (1727 - 1810 م) لم يرشح في كتابه ما يشير إلى إدمانه الترحال في الربوع السودانية، فهو، قد ركن في تدوينه على الشفاهة، والملاحظة، والنقل.. وانحصر في ثقافة الوسط المستعربة، ومن حوله دائرة كبيرة في لكنتها الإفريقية تدين بالتصوف.وود ضيف الله متهم بإغفال الكثير من مشاهير عصره لأسباب ذاتية (44).. وعلى الرغم من ما بهذا السفر من مآخذ، ومع غياب الجهد في تحقيقه، وفك طلاسم لغته.. ومع غياب التحديد التقريبي للسنوات التي عاش فيها أولئك الأعلام المذكورون فيه، إلا أن الطبقات مرجع لا غنى عنه في قراءة الواقع السوداني، وهو مرجع مستهدف من قبل جماعة الإسلام السياسي حيث يتعمد بعضهم نسبة مناقب الأولياء الواردة فيه إلى أسلاف قادتهم. جاء في إحدى إصدارات نظام الإنقاذ: «إن ود ضيف الله أخطأ ونسب مناقب الفكي علي ود الحاج بلال إلى أولاد جابر الأربعة..»(45).. والفكي علي ود الحاج بلال هو جد الأستاذ علي عثمان محمد طه الرجل الأول في نظام الإنقاذ بعد إزاحة الترابي!.